# Mateusz Gliński
Mateusz Gliński (ur. 6 kwietnia 1892 w Warszawie, zm. 2 stycznia 1976 w Welland) – kanadyjski publicysta muzyczny polskiego pochodzenia, dyrygent i kompozytor.
W latach 1924–1938 wydawał w Warszawie miesięcznik muzyczny „Muzyka”. Był też założycielem i prezesem Polskiego Stowarzyszenia Krytyków Muzycznych, istniejącego w latach 1926–1939. Od drugiej wojny światowej mieszkał w Rzymie, gdzie w 1949 roku powołał do istnienia Międzynarodowy Instytut Chopina. W 1957 roku założył w Detroit Międzynarodową Fundację Chopinowską.
W twórczości poświęcił wiele uwagi życiu i dziełom Fryderyka Chopina. Opublikował m.in. listy Chopina do Delfiny Potockiej. Napisał sztukę teatralną w trzech aktach: Tajemnica Chopina.